# Friedrich Dürck

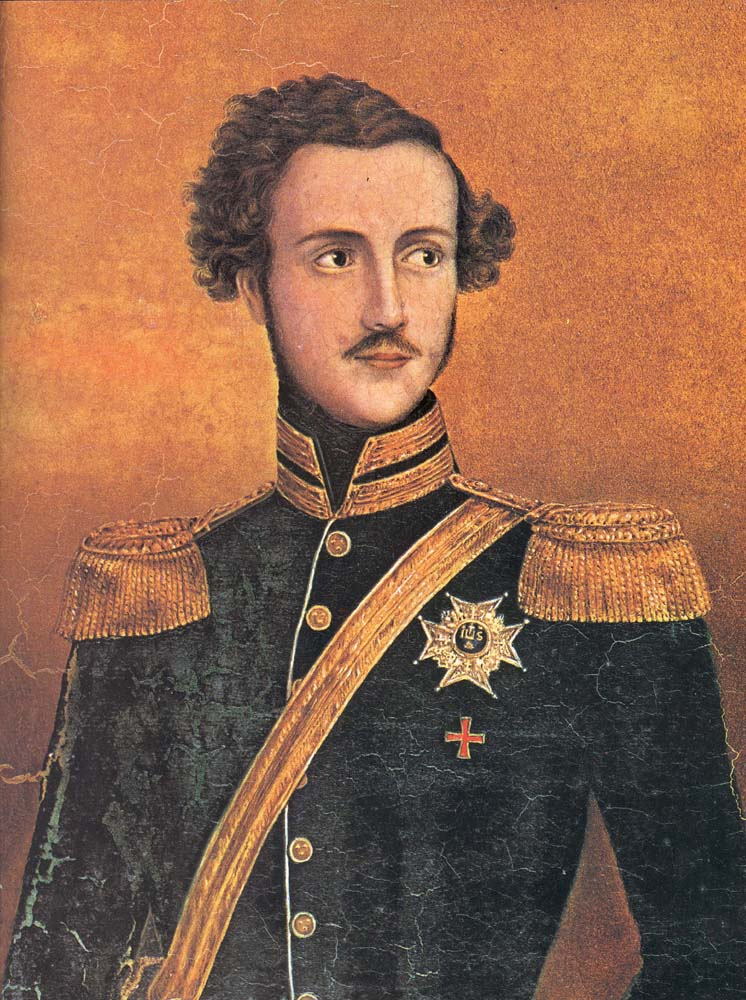
Prins Gustaf av Sverige och Norge, porträtt av Dürck.

Friedrich Dürck, född den 28 augusti 1809 i Leipzig, död 25 oktober 1884 i München, var en tysk porträtt och genremålare.
Dürck var elev till Veit Hans Schnorr von Carolsfeld och sin onkel Joseph Karl Stieler och var efter sin utbildning på flera studieuppehåll i Italien en skicklig porträttmålare. Han var därefter med stor framgång verksam i München. Han inbjöds till det svenska hovet 1849 för att porträttera Oscar I och hans familj.
Dürck är representerad i Statens porträttsamling med ett porträtt av kungaparet, på Stockholms slott är han representerad med ett porträtt av Karl XV som kronprins, två porträtt av prinsessan Eugenie samt ett porträtt av Oscar II, på Trolle-Lungby finns två porträtt föreställande Axel K. Trolle-Wachtmeister och dennes maka.
Konstakademien i Stockholm ställde 1853 ut sex av Dürcks porträttmålningar. Dürck är representerad vid bland annat Nationalmuseum.